# كوفيا قلمنتية الأوراق
كوفيا قلمنتية الأوراق (الاسم العلمي: Cuphea acinifolia) هي نوع نباتي يتبع جنس الكوفيا من فصيلة الخثرية.